# William Farrar Smith
William Farrar Smith (17 de febrero de 1824 - 28 de febrero de 1903), conocido como Baldy Smith, fue un general de la Unión en la guerra civil estadounidense, notable por atraer los extremos de gloria y culpa. Fue elogiado por su valentía en las Batallas de los Siete Días y la Batalla de Antietam, pero fue degradado por insubordinación después de la desastrosa derrota en la Batalla de Fredericksburg. Como ingeniero jefe del Ejército de Cumberland, logró el reconocimiento restaurando una línea de abastecimiento que salvó a ese ejército de la inanición y la rendición, conocida como la "Cracker Line", que ayudó a las tropas de la Unión a triunfar en la Campaña de Chattanooga en el otoño de 1863. Liderando la primera operación contra Petersburgo, la vacilación de Smith, posiblemente relacionada con enfermedades, le costó a la Unión una oportunidad única para un rápido final de la guerra, y fue relevado del mando.

## Primeros años
Smith, conocido por sus amigos como "baldy" ("calvo"), nació en St. Albans, Vermont, hijo de Ashbel y de Sarah Butler Smith, y primo de J. Gregory Smith (gobernador de Vermont, 1863-1865).Se educó localmente en Vermont hasta que asistió a la Academia Militar de los Estados Unidos en West Point en 1841, y se graduó cuatro años más tarde con el cuarto puesto de 41 cadetes[3] Smith fue nombrado teniente segundo el 1 de julio de 1845, y fue asignado al Cuerpo de Ingenieros Topográficos. Fue ascendido a teniente segundo el 14 de julio de 1849 y a teniente primero el 3 de marzo de 1853.
Durante su servicio en el cuerpo de ingenieros, Smith realizó levantamientos en los Grandes Lagos, los estados de Texas, Arizona y Florida, así como en gran parte de México. Durante su servicio en Florida, Smith sufrió la enfermedad infecciosa de la malaria. Aunque posteriormente recuperado, la enfermedad afectó su salud física por el resto de su vida. En 1856 Smith comenzó su participación en el servicio de los faros, que tenía su sede en Detroit, Míchigan, y finalmente se convirtió en el Secretario de Ingeniería de la comisión de faros.
Smith también fue dos veces profesor asistente de matemáticas en West Point (1846-48 y 1855-56). Fue ascendido a capitán el 1 de julio de 1859.

## Guerra Civil
Durante la Primera Batalla de Bull Run, Smith sirvió en el personal del General de Brigada Irvin McDowell. El 13 de agosto de 1861, fue nombrado general de brigada en el Ejército de la Unión después de ayudar a organizar la 1ª Brigada de Vermont. Fue nombrado teniente coronel en el ejército regular por su valentía en la Batalla de White Oak Swamp en las Batallas de los Siete Días. El 4 de julio de 1862, fue ascendido al rango de general de división en el Ejército de la Unión. Smith dirigió su división con un valor notorio durante la Batalla de Antietam, y fue ascendido otra vez en el ejército regular. Cuando su comandante, el general de división William B. Franklin, fue reasignado a un mando superior, Smith fue colocado al frente del VI Cuerpo del Ejército del Potomac, que dirigió en la desastrosa batalla de Fredericksburg.
Las recriminaciones que siguieron a Fredericksburg llevaron a una famosa orden general en la que el comandante del ejército, el general Ambrose Burnside, propuso destituir a varios de los oficiales superiores del ejército. El presidente Abraham Lincoln impidió que esta orden surtiera efecto y relevó a Burnside de su mando. Smith era uno de los oficiales afectados, pero contó a su favor que no dejó el Ejército. Sin embargo, su indiscreción al comunicarse directamente con Lincoln sobre las deficiencias de Burnside, agravado por el hecho de que Smith era un amigo cercano del ya caído en desgracia general McClellan, resultó en la pérdida del mando de su cuerpo de ejército y de su rango; el Senado no confirmó su nominación a general de división, que expiró el 4 de marzo de 1863. Volviendo al rango de general de brigada, comandó una fuerza de milicia del tamaño de una división dentro del Departamento del Susquehanna en Pensilvania durante los días críticos de la Campaña de Gettysburg, repeliendo al Mayor General J.E.B. Stuart en una escaramuza en Carlisle. Las tropas bisoñas de Smith participaron en la infructuosa persecución del general Robert E. Lee de regreso al río Potomac. Siguió luego en el comando de la división en West Virginia.
El 3 de octubre de 1863, Smith fue asignado como ingeniero jefe del Ejército de Cumberland (y un par de semanas después, de la División Militar del Misisipi). Como tal, dirigió las operaciones de ingeniería y provocó la Batalla de Brown's Ferry, que abrió la "Cracker Line" para proporcionar suministros y refuerzos a las tropas asediadas en Chattanooga. De esta acción, el Comité de Asuntos Militares de la Cámara de Representantes informó en 1865 que "como subordinado, el General W.F. Smith había salvado al Ejército de Cumberland de la captura, y luego lo dirigió a la victoria". Smith fue nominado nuevamente para el rango de mayor general de voluntarios, y Ulysses S. Grant, quien estaba muy impresionado con el trabajo de Smith, insistió fuertemente en que la nominación debía ser confirmada, lo cual fue hecho por el Senado el 9 de marzo de 1864. Grant, según su propia declaración, "no tardó en descubrir que las objeciones a la promoción de Smith estaban bien fundamentadas", pero nunca dijo cuáles eran los motivos, mientras que Smith, que contribuyó a una importante serie de memorias de guerra, sostuvo que eran puramente de carácter personal.
Para la Campaña Overland de 1864, Smith fue asignado por Grant para comandar el XVIII Cuerpo en el Ejército del James del General de División Benjamin Butler, que dirigió en la batalla de Cold Harbor y en las primeras operaciones contra Petersburg. El cuerpo de Smith y una división de tropas negras (bajo el mando de Edward W. Hinks) recibieron la orden de tomar la ciudad. Recordando el debacle de Cold Harbor, Smith realizó un exhaustivo reconocimiento. Determinando que la sección de la línea defensiva estaba compuesta principalmente por artillería, ordenó un ataque. Sin embargo, el ataque se retrasó y, mientras tanto, se mostró aprensivo ante un rumor que circulaba de que Lee estaba a punto de llegar. Perdió los nervios, quizás por el formidable carácter de las obras de la Confederación o quizás por un recurrente brote de malaria, pero su vacilación puede haberle hecho perder la oportunidad de acortar la guerra en casi un año. El 19 de julio de 1864, fue relevado del mando del XVIII Cuerpo y pasó el resto de la guerra en "servicio especial".

## Carrera posguerra
Smith renunció al servicio voluntario en 1865, y al Ejército de los Estados Unidos en 1867. De 1864 a 1873 fue presidente de la International Telegraph Company, y de 1875 a 1881 formó parte de la junta de comisionados de policía de la ciudad de Nueva York, llegando a ser su presidente en 1877. Después de 1881 se dedicó a trabajos de ingeniería civil en Pensilvania. Murió en Filadelfia en 1903 y está enterrado en el Cementerio Nacional de Arlington. Su Autobiografía del General de División William F. Smith, 1861 - 1864 fue publicada póstumamente en 1990.